# Aida Turturro
Aida Turturro (Brooklyn, Nueva York; 25 de septiembre de 1962) es una actriz estadounidense de ascendencia italiana. Es conocida por su papel de Janice Soprano, hermana de Tony Soprano, jefe de la mafia de Nueva Jersey, en la serie de HBO Los Soprano. Por su actuación en la serie fue nominada para los Premios Emmy en 2001 y 2007. También ha aparecido en numerosas películas como The Search for One-eye Jimmy, Sleepers, What About Bob?, Jersey Girl, Deep Blue Sea, Mickey ojos azules y Bringing Out the Dead. Su primer gran impacto en la gran pantalla fue en True Love (1989), película ganadora en el Festival de Cine de Sundance.

## Vida privada
Nació en Brooklyn, Nueva York, hija de Dorothy, una ama de casa siciliana, y de Domenick Turturro, un artista. Creció en el Lower East Side de Nueva York. Es prima de los actores John Turturro, Nicholas Turturro y Natalie Turturro.

## Filmografía

### Cine y televisión
- Call Jane (2022)[2]
- Law & Order: SVU (Season 15, Episode 8: "Military justice" - 2013)
- Brooklyn Nine-Nine (2 episodios, 2016)
- "The Blacklist
- Close Quarters (2008)
- ER (3 episodios, 2008)
- Los Soprano (73 episodios, 2000-2007)
- Romance & Cigarettes (2005)
- Survival of the Fittest (2005)
- Wild Card (1 episodio, 2004)
- 2BPerfectlyHonest (2004)
- Home Sweet Hoboken (2001)
- Sidewalks of New York (2001)
- Crocodile Dundee in Los Angeles (2001)
- Joe Gould's Secret (2000)
- Play It to the Bone (1999)
- Bringing Out the Dead (1999)
- Mickey Blue Eyes (1999)
- Deep Blue Sea (1999)
- 24 Nights (1999)
- The 24 Hour Woman (1999)
- Celebrity (1998)
- Illuminata (1998)
- Woo (1998)
- O.K. Garage (1998)
- Too Tired to Die (1998)
- Fallen (1998)
- Freak Weather (1998)
- Crossfire (1998)
- The Practice (1 episodio, 1997)
- Fool's Paradise (1997)
- Made Men (1997)
- Sleepers (1996)
- Law & Order (3 episodios, 1990-1996)
- Jaded (1996)
- Tales of Erotica (1996) (segmento "The Dutch Master")
- Money Train (1995)
- Stonewall (1995)
- Denise Calls Up (1995)
- Junior (1994)
- The Search for One-eye Jimmy (1994)
- Men Lie (1994)
- Angie (1994)
- The Dutch Master (1994)
- The Saint of Fort Washington (1993)
- Manhattan Murder Mystery (1993)
- Life with Mikey (1993)
- Mac (1992)
- Jersey Girl (1992)
- What About Bob? (1991)
- True Love (1989)